# 실험쇼 천재적인 생활
실험쇼 천재적인 생활은 MBC 라이프에서 방송된 텔레비전 프로그램이다.

## 기획 의도
천재들의 과제 해결, 두뇌 활용법을 소개하는 텔레비전 프로그램이다.

## 진행자
- 1대 김민아 : 2011.4.29 ~ 2011.5.20